# Heart o' the Hills
Heart o' the Hills, in Nederland uitgebracht onder de titel De dochter der bergen, is een stomme film uit 1919 onder regie van Joseph De Grasse en Sidney Franklin.

## Verhaal
Mavis woont samen met haar moeder Martha Hawn, een weduwe, in een dorpje in de bergen van Kentucky. Ze is bevriend met buurjongen Jason Honeycutt, die problemen heeft met zijn boze stiefvader Steve. Steve trouwt met Martha, omdat hij uit is op haar land. Mavis probeert zelf nog te achterhalen wie haar vader heeft vermoord, omdat ze uit is op wraak.
Morton Sanders is een zakenman die zelf zijn plannen had het land te kopen van Martha. Niet veel later wordt Sanders vermoord. Door ongelukkige omstandigheden krijgt Mavis hier de schuld van.

## Rolverdeling
| Acteur          | Personage             |
| --------------- | --------------------- |
| Mary Pickford   | Mavis Hawn            |
| Harold Goodwin  | Jonge Jason Honeycutt |
| Allan Sears     | Jason Honeycutt       |
| Fred Huntley    | Grootvader Jason Hawn |
| Claire McDowell | Martha Hawn           |
| Sam De Grasse   | Steve Honeycutt       |
| W.H. Bainbridge | Kolonel Pendleton     |
| John Gilbert    | Gray Pendleton        |
| Betty Bouton    | Marjorie Lee          |
| Henry Hebert    | Morton Sanders        |
| Fred Warren     | John Burnham          |